# Wigstaartmonarch
De wigstaartmonarch (Symposiachrus axillaris synoniem: Monarcha axillaris) is een zangvogel uit de familie monarchen (Monarchidae). Het is een endemische vogelsoort uit Nieuw-Guinea.

## Herkenning
De wigstaartmonarch is gemiddeld 16,5 cm. Deze vogel lijkt sterk op Salvadori's waaierstaart (Rhipidura atra). Het is een donkerblauw, zwart gekleurde vogel, die net als de waaierstaarten uit het geslacht Rhipidura, vaak de staart spreidt. Het verschil is het ontbreken van een wit vlekje boven het oog. De wigstaartmonarch heeft een geheel zwarte kop alleen een paar witte veertjes op de "schouder". Verder is de snavel blauwachtig (niet geel) en de uitgespreide staart is niet zo rond als bij een waaierstaart, maar een beetje wigvormig. Vandaar de Nederlandse naam.

## Verspreiding en leefgebied
De wigstaartmonarch komt voor op Nieuw-Guinea en Goodenough, maar dan alleen in de gebergtestreken op een hoogte tussen de 1400 en 2200 m boven de zeespiegel. Het is een vogel van dicht montaan bos waar hij voorkomt in de lagere regionen zoals ondergroei van het nevelwoud.
De soort telt twee ondersoorten:
- S. a. axillaris: noordwestelijk Nieuw-Guinea.
- S. a. fallax: van westelijk-centraal tot zuidoostelijk Nieuw-Guinea en Goodenough (D'Entrecasteaux-eilanden).

## Status
De wigstaartmonarch heeft een groot verspreidingsgebied en daardoor alleen al is de kans op de status  kwetsbaar (voor uitsterven) gering. De grootte van de populatie is niet gekwantificeerd. Op de meeste plaatsen binnen het verspreidingsgebied is de vogel niet zo algemeen, maar plaatselijk is hij algemeen in geschikt habitat. Daarom staat deze monarch als niet bedreigd op de Rode Lijst van de IUCN.